# Jean-Luc Fromental
Pour les articles homonymes, voir Fromental.
 (mars 2021).
Jean-Luc Fromental est un scénariste et éditeur français né en octobre 1950 en Tunisie.

## Biographie
Après dix ans dans l'édition, Jean-Luc Fromental travaille dans la presse (Le Magazine littéraire, Le Matin de Paris…), la publicité (3 Alph'Art de la Communication à Angoulême 1987, 1989, 1990 - Dauphin du film grand public, Biarritz 1991), la bande dessinée (créateur de L'Année de la bande dessinée en 1981, du magazine Métal Aventure en 1983, rédacteur en chef de Métal hurlant 1985-1986) et à la télévision (scénariste pour Médecins de nuit, Hôtel de police, Navarro, etc.).
Après une première incursion dans le dessin animé en 1986 comme co-scénariste de Bleu, l'Enfant de la Terre, une série de Philippe Druillet, il récidive en 1991 sur le projet de long-métrage 3D de Moebius, Starwatcher.
En 1994, il écrit la série Il était une fois… pour 26 dessinateurs de BD et les 65 épisodes de la série Dodo. La série Witch World (Grand-mère est une sorcière), qu'il crée en 1997 avec l'illustrateur anglais Colin Hawkins, est diffusée dans toute l'Europe.
En 1999, il achève une nouvelle série de 26 épisodes de 26 minutes, avec le peintre Hervé Di Rosa : Les Renés, diffusée en 2000 sur Canal+, puis sur Arte. En 2001, Jean-Luc Fromental participe en tant que directeur d'écriture et scénariste à la création de la série Les Nouvelles Aventures de Lucky Luke.
En 2002, il écrit avec Grégoire Solotareff les cinq scripts du programme ciné Loulou et autres loups. En 2003, il finalise le scénario du long-métrage d'animation Mojo Blues.
Pour les Armateurs, il s'engage en 2004 dans l'écriture du scénario du film Pourquoi j'ai pas mangé mon père, adapté du célèbre roman de Roy Lewis, et réalisé par Jamel Debbouze, qui sort sur les écrans en 2015. En 2005, il écrit Ponpon, un spécial TV en stop-motion.
En 2007, il entreprend l'écriture de la série Mandarine and Cow (Normaal/FR3) puis, en 2010, l'écriture de la saison 2.
En 2009, nouvelle collaboration avec Grégoire Solotareff pour l'écriture du long-métrage : Loulou, l'incroyable secret (Prima Linéa Productions), qui sort sur les écrans en 2013. Le film obtient le César du meilleur film d'animation lors de la 39e cérémonie des César.
En 2014, il engage l'écriture avec Thomas Bidegain du long-métrage d'animation de Lorenzo Mattotti, La Fameuse Invasion des ours en Sicile, adapté du conte de Dino Buzzati (Prima Linea).
En 2015, il collabore avec Patrick Raynal sur l'écriture de Domenica, projet de long-métrage d'animation dirigé par Ugo Bienvenu et Kevin Manach (Miyu Productions,).
Parallèlement, il reprend du service dans l'édition en créant en 2003 au sein de la maison Denoël le label Denoël Graphic, qu'il dédie à la publication de bandes dessinées adultes, dont Une jeunesse soviétique de Nikolaï Maslov, Le Maître de Ballantrae adapté de Robert Louis Stevenson par Hippolyte,  Marilyn la Dingue de Jerome Charyn et Frédéric Rébéna , La Genèse de Crumb, Fun Home d'Alison Bechdel, L'Art de voler d'Altarriba et Keko. 
En 2023, le label Denoël Graphic fête son vingtième anniversaire,, notamment lors d'une rencontre avec son créateur à la Maison de la Poésie le 8 juin, en présence d'un grand nombre de ses  auteurs. En janvier 2024, Posy Simmonds auteur fétiche et marraine de la collection obtient le Grand Prix de la Ville d'Angoulême, qui couronne chaque année l'œuvre d'une vie. 
Au début des années 1990, il s'intéresse à la littérature jeunesse, profitant de l'arrivée sur le marché du Seuil Jeunesse. Il donne là ses premiers albums avec Miles Hyman (Le Poulet de Brooadway, Le Cochon à l'oreille coupée), entraine Jano, de Métal Hurlant, vers un public juvénile avec Le Pygmée géant et offre à Blexbolex le texte de son premier album jeunesse (Rogaton-Man). Après une absence de quelques années au profit de l'animation, la création par Sophie Giraud des éditions Naïve l'incite à renouer avec la dessinatrice Joëlle Jolivet et à publier en 2006  l'album 365 pingouins, point de départ d'une association qui a produit dix albums à ce jour, tous réédités ou parus chez Hélium, la nouvelle maison de leur éditrice.
Il a assuré de 2003 à 2010 la direction de la partie jeunesse du festival Étonnants voyageurs de Saint-Malo.
Scénariste de quelques-uns des ténors de la bande dessinée (Floc'h, Chaland, Loustal, Jano, Stanislas, Miles Hyman, Philippe Berthet, Bernard Yslaire), Jean-Luc Fromental est en outre l'auteur d'une quarantaine de livres, romans, récits de voyage, albums jeunesse, contes, bandes dessinées.
En 2015, il forme avec José-Louis Bocquet une nouvelle équipe de scénaristes chargée par les éditions Dargaud de contribuer à la série Blake et Mortimer. Le titre Huit Heures à Berlin, dessinée par Antoine Aubin, sort en 2022. Un deuxième album, cette fois ci dans la série "Un autre regard sur Blake et Mortimer", L'Art de la Guerre, dessiné par Floc'h et scénarisé par le même tandem, parait en 2023. 
En 2019, l'album Le Coup de Prague, dessiné par Miles Hyman et paru en 2017 dans la collection Aire Libre, est adapté par France Culture. Un deuxième album du même attelage est annoncé pour 2022 chez Dupuis : Une Romance anglaise, inspiré de la célèbre affaire Profumo.
Au 2e semestre 2021 paraissent deux livres jeunesse : Les 7 Chamouraïs avec des illustrations de Christian Roux (Seuil Jeunesse) et Miss Chat : Le Cas du canari, roman BD avec Joëlle Jolivet (éditions Hélium). Le deuxième tome de la série Miss Chat, intitulé  L'Affaire du lutin teint, est programmé pour le premier trimestre 2022, toujours chez Hélium.
En 2022, à l'instigation de John Simenon, le fils de Georges Simenon, Fromental se lance, encore avec José-Louis Bocquet, dans une série d'adaptations en bande dessinée des "roman durs" du père de Maigret, une première dans le médium graphique. L'album inaugural, intitulé Simenon, l'Ostrogoth, récit des débuts de l'écrivain à Paris, dessiné par Jacques de Loustal paraît en 2023. Depuis quatre autres albums sont parus ou à paraître, alternativement écrits par l'un ou l'autre scénariste et réalisés à chaque fois par un ou une nouvelle artiste.

## Scénariste télévision et cinéma

### Séries
- 1995 : Il était une fois…, adaptation de contes par 26 grands noms de la BD (Moebius, Druillet, Margerin, Mattotti, Franck Le Gall, Jano, Charlie Schlingo, etc…)
- 1997 : Grand-Mère est une sorcière[17] (Witch World), concepteur et co-scénariste (avec José-Louis Bocquet, Lorris Murail, Alexandra Carrasco) d''une série télévisée d'animation tirée de l'œuvre de Colin Hawkins, produite par Goldvision.
- 1999 : Les Renés[18], directeur d'écriture et co-scénariste (avec José-Louis Bocquet et Philippe Pierre-Adolphe) d'une série télévisée d'animation de 26x26' inspirée de l'œuvre du peintre Hervé Di Rosa,
- 2001 Les Nouvelles Aventures de Lucky Luke, directeur d'écriture, scénariste, série télévisée d'animation française tirée de l'œuvre de Morris et Goscinny, produite par Xilam.
- 2007 - 2010 : Mandarine and Cow, saison 1 et saison 2, coscénariste, série télévisée d'animation française tirée de la série de bande-dessinée de Jacques Azam, Chico Mandarine, produite par le studio Normaal et diffusée depuis le 8 juillet 2007 sur France 3

### Longs métrages
- 2013 : Loulou, l'incroyable secret, coécrit avec Grégoire Solotareff, d'après les albums jeunesse de ce dernier, réalisé par Éric Omond, France César du meilleur film d'animation lors de la 39e cérémonie des César.
- 2015 : Pourquoi j'ai pas mangé mon père, co-scénariste, adaptation du roman de Roy Lewis, réalisé par Jamel Debbouze, France-Italie
- 2019 : La fameuse invasion des ours en Sicile, coécrit avec Thomas Bidegain, réalisé par Lorenzo Mattotti, France. Sélection Officielle Cannes 2019 (Un Certain Regard). Festival international du film d'animation d'Annecy 2019, sélectionné pour la compétition officielle. Nommé dans la catégorie Meilleur film d'animation pour les César 2020. Nommé pour les David di Donatello 2020 en Italie, dans la catégorie meilleur scénario adapté. En 2021, le film obtient le Grand Prix du Meilleur Long Métrage d'animation au New Chitose Airport International Animation Festival[19]

## Auteur
- Paris-Noir - ouvrage collectif (Dernier Terrain Vague 1980)
- Médecins de Nuit (Ramsay 1982 - Livre de Poche 1984)
- En pleine guerre froide - BD - ill. Jean-Louis Floch (Humanoïdes associés 1984)
- Life - ill. Floc'h (Carton 1985)
- Ma Vie - ill. Floc'h (Humanoïdes ass. 1985 - Dargaud 1994)
- Un homme dans la foule - ill. Floc'h (Albin Michel 1985)
- Banque de France - collectif illustré (Carton 1986)
- High Life - ill. Floc'h (Carton 1986)
- Le Rendez-vous d'Angkor - BD - ill. Claude Renard (Humanoïdes ass. 1986)
- Le Système de l'Homme-Mort - avec François Landon (Albin 1981 - J'ai Lu 1989
- Mémoires avec dames par Morel Cox - BD - ill. Loustal (Albin 1989)
- Mémoires d'un 38 - BD - avec José-Louis Bocquet - ill. Franz Drappier (Humanoïdes ass. 1989)
- Une ville n'est pas un arbre - BD - ill. Jean-Louis Floch (Humanoïdes ass. 1989)
- La Main coupée - roman illustré - ill. Yves Chaland (Nathan 1990)
- Les Contes de la soif - avec div. illustrateurs (Cité des Sciences / Albin 1990)
- Jamais deux sans trois - BD - ill. Floc'h (Albin 1991)
- Le Carnet noir - roman illustré - ill. Miles Hyman (Nathan 1991)
- Le Poulet de Broadway - conte - ill. Miles Hyman (Seuil Jeunesse 1993)
- Figures de la BD - photos Hervé Bruhat (Hoebeke 1993)
- Le Cochon à l'oreille coupée - conte - ill. Miles Hyman (Seuil Jeunesse 1994)
- Air Utopia - récits de voyage (Payot 1994)
- Broadway Chicken (Le Poulet de Broadway) (Hyperion - New York 1995)
- À toute vapeur - conte - ill. Laurence Quentin (Seuil Jeunesse 1996)
- Le Pygmée géant - conte - ill. Jano (Seuil Jeunesse 1996)
- Les Aventures d'Hergé[20] - BD – avec José-Louis Bocquet et Stanislas Barthélémy (Reporter 1999/Dargaud 2011)
- Rogaton-Man -conte – ill. Blexbolex (Seuil Jeunesse 2001)
- Mr.Troublevue et son brochet - conte - ill.Joëlle Jolivet (Seuil Jeunesse 2002)
- Loulou et Tom - avec Grégoire Solotareff (L'École des Loisirs 2003)
- 365 pingouins - avec Joëlle Jolivet (Naïve 2006, Hélium 2018)
- Oups ! - avec Joëlle Jolivet (Hélium 2009)
- 10 p'tits pingouins - avec Joëlle Jolivet (Hélium 2010)
- 10 p'tits pingouins autour du monde - avec Joëlle Jolivet (Hélium 2011)
- Inventaire - avec Floc'h (Ed. de La Martinière 2013)
- Loulou, l'incroyable secret - avec Grégoire Solotareff (Rue de Sèvres, 2013)
- Os court !, avec Joëlle Jolivet (Hélium 2015)
- Jamais deux sans trois - avec Floc'h (nouvelle édition, Dargaud, 2016)
- Compte avec les pingouins - avec Joëlle Jolivet (Hélium, 2017)
- Le Coup de Prague[21] - avec Miles Hyman (Dupuis, 2017)
- Robêêrt[22], mêêmoires (Hélium, 2017)
- L'Ours contre la montre- avec Joëlle Jolivet, (Hélium, 2018)
- De l'autre côté de la frontière[23] - avec Philippe Berthet, (Dargaud, 2020)
- Les 7 Chamouraïs[24] - avec Christian Roux, (Seuil Jeunesse, septembre 2021)
- Miss Chat 1 : Le Cas du Canari[25] -  avec Joëlle Jolivet (Hélium, octobre 2021)
- Miss Chat 2 : L'Affaire du lutin teint -  avec Joëlle Jolivet (Hélium, avril 2022)
- Une Romance anglaise - avec Miles Hyman (Dupuis, 2022)
- Huit Heures à Berlin - Blake et Mortimer n°29 - avec José-Louis Bocquet et Antoine Aubin (éditions Blake & Mortimer, novembre 2022)
- Miss Chat 3: Le Mystère de la neige chaude - avec Joëlle Jolivet (Hélium, février 2023)
- Simenon, l'Ostrogoth[26]- avec José-Louis Bocquet, John Simenon et Jacques de Loustal (Dargaud, octobre 2023)
- L'Art de la Guerre - Blake & Mortimer, coll. "Un autre Regard sur…" - avec José-Louis Bocquet et Floc'h (ed. Blake & Mortimer, octobre 2023)
- La Neige était sale[27], de G. Simenon - adapté par J.L. Fromental & B. Yslaire (Dargaud, janvier 2024)
- Miss Chat 4 : Le Chat rebooté - avec Joëlle Jolivet (Hélium - avril 2024)
- Les Clients d'Avrenos, de G. Simenon - adapté par J.L. Fromental & Laureline Mattiussi (Dargaud, janvier 2025)

## Distinctions

### Prix et nominations
- Prix Bernard Versele 2024[28] catégorie 4 chouettes, pour  Miss Chat (T. 1). Le cas du canari, illustrations de Joëlle Jolivet

### Décoration
- Chevalier de l'ordre des Arts et des Lettres 2025[29]